# Ecliptopera zophera
Ecliptopera zophera är en fjärilsart som beskrevs av Louis Beethoven Prout 1931. Ecliptopera zophera ingår i släktet Ecliptopera och familjen mätare. Inga underarter finns listade i Catalogue of Life.